# Bilderbergconferentie 1984

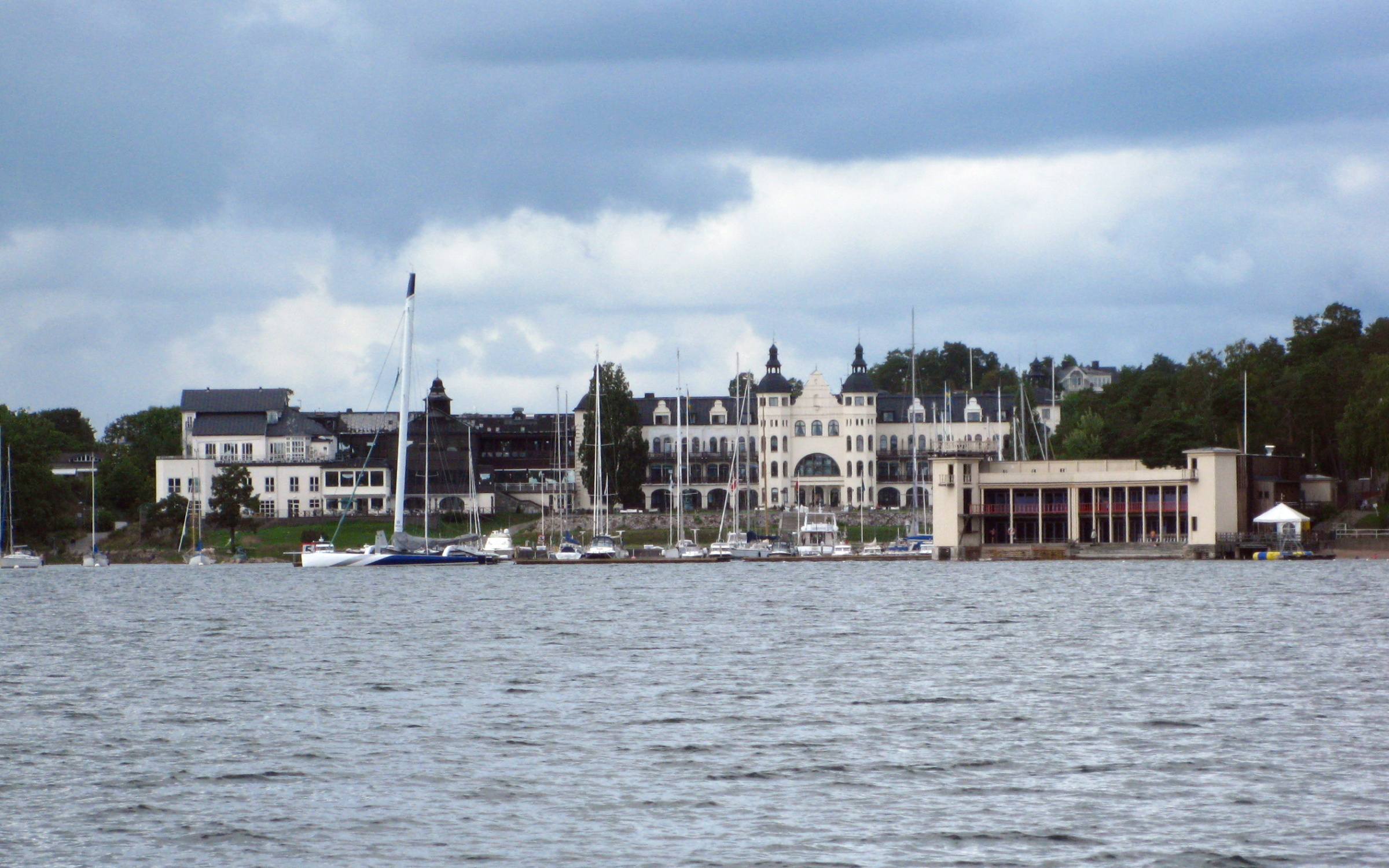
Grand Hotel Saltsjöbaden

De Bilderbergconferentie van 1984 werd gehouden van 11 t/m 13 mei 1984 in het Grand Hotel Saltsjöbaden in Saltsjobaden, Zweden. Vermeld zijn de officiële agenda indien bekend, alsmede namen van deelnemers indien bekend. Achter de naam van de opgenomen deelnemers staat de hoofdfunctie die ze op het moment van uitnodiging uitoefenden.

## Agenda
- Western Power and the Middle East: A Case Study in Atlantic Relationships (Westerse macht en het Midden-Oosten: Een case-study over Atlantische relaties)
- The State of Arms Control Negotiations (De status van ontwapeningsonderhandelingen)
- Future Employment Trends in the Industrialized Democracies (Toekomstige trends in werkgelegenheid in de industriële democratiën)
- Discussion of Current Events (Discussie over actuele onderwerpen)
- The Soviet Union, the West and the Third World - A Case Study: Central America (De Sovjet-Unie, het Westen en de derde wereld)

## Deelnemers
- Nederland - Koningin Beatrix, staatshoofd der Nederlanden
- Nederland - Ernst van der Beugel, Nederlands emeritus hoogleraar Internationale Betrekkingen RU Leiden

1954 ·
1955 (1) ·
1955 (2) ·
1956 ·
1957 (1) ·
1957 (2) ·
1958 ·
1959 ·
1960 ·
1961 ·
1962 ·
1963 ·
1964 ·
1965 ·
1966 ·
1967 ·
1968 ·
1969 ·
1970 ·
1971 ·
1972 ·
1973 ·
1974 ·
1975 ·
(1976) ·
1977 ·
1978 ·
1979 ·
1980 ·
1981 ·
1982 ·
1983 ·
1984 ·
1985 ·
1986 ·
1987 ·
1988 ·
1989 ·
1990 ·
1991 ·
1992 ·
1993 ·
1994 ·
1995 ·
1996 ·
1997 ·
1998 ·
1999 ·
2000 ·
2001 ·
2002 ·
2003 ·
2004 ·
2005 ·
2006 ·
2007 ·
2008 ·
2009 ·
2010 ·
2011 ·
2012 ·
2013 ·
2014 ·
2015 ·
2016 ·
2017 ·
2018 ·
2019 ·
2020 ·
2021 ·
2022 ·
2023